# Tomasz Ziętek

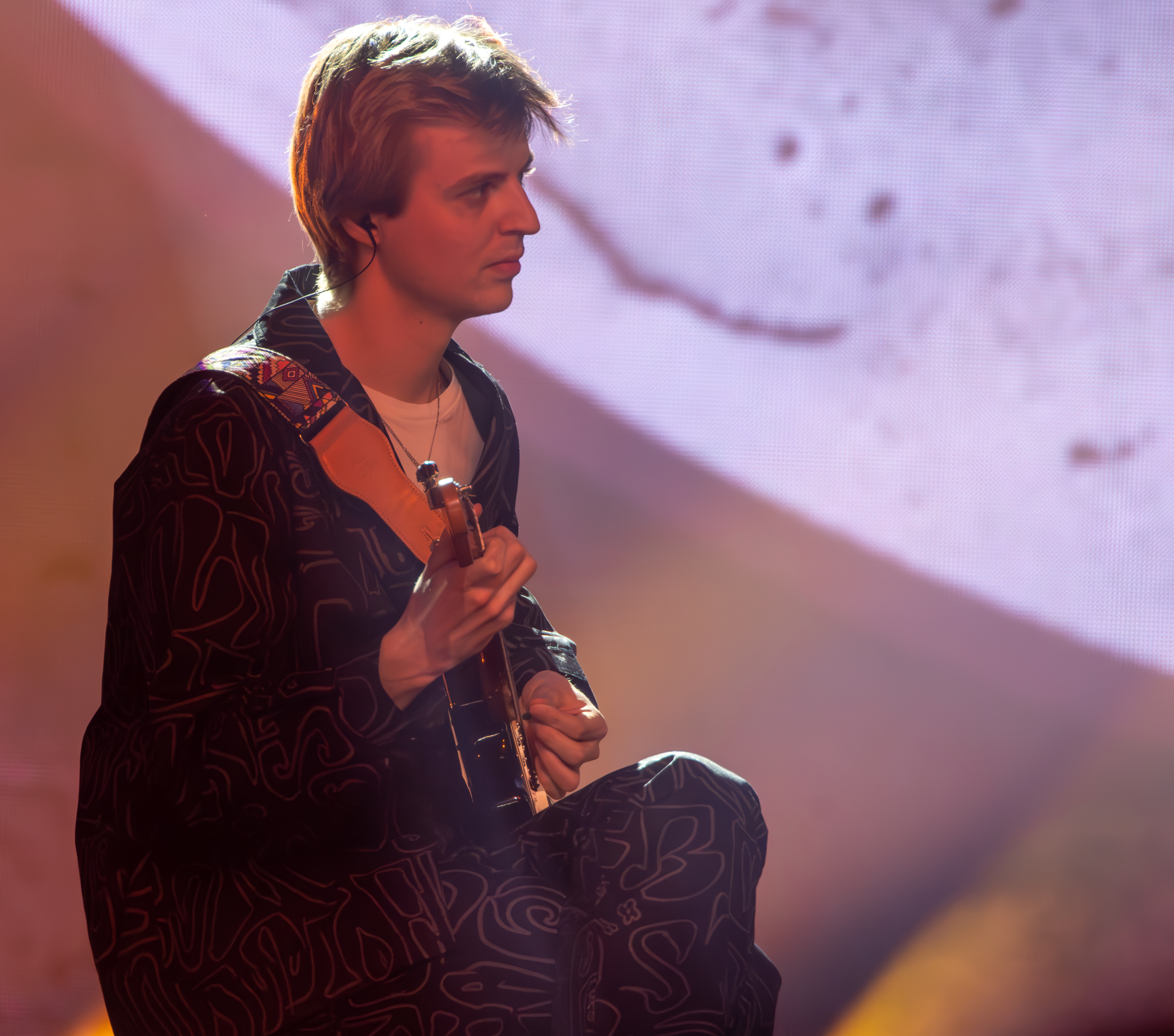
Tomasz Ziętek (2024)

Tomasz Ziętek (* 28. Juni 1989 in Inowrocław) ist ein polnischer Film- und Theaterschauspieler sowie Musiker und Gitarrist.

## Leben
Tomasz Ziętek wurde 1989 in Inowrocław geboren. Nach seinem Abitur am Gymnasium in Słupsk studierte er Gesang und Schauspiel am „Studio“ Danuta Baduszkowa in Gdynia.
Im Jahr 2005 gab er in Betlejem Polskie sein Theaterdebüt. Das Stück wurde im Neuen Theater in Słupsk aufgeführt. Im Jahr 2011 
war er in Black Thursday von Antoni Krauze als Zbigniew Godlewski in seiner ersten Filmrolle zu sehen. In dem Filmdrama Ungesühnte Schläge von Jan P. Matuszyński spielt er in der Hauptrolle Jurek, den einzigen Zeugen des gewaltsamen Übergriffs der Polizei, der zum Tod von Grzegorz Przemyk führte. Auch in Operation Hyakinthos von Piotr Domalewski aus dem gleichen Jahr erhielt Ziętek die Hauptrolle. In dem Film spielt er den jungen Polizisten Robert, der bei der Suche nach einem schwulen Serienmörder in das Milieu der Warschauer Homosexuellen eintaucht. Ziętek spielte bereits in Domalewskis Film Silent Night und wurde für diese Arbeit im Jahr 2018 beim Polnischen Filmpreis als bester Nebendarsteller nominiert. Zwei Jahre später erhielt er für seine Rolle in Corpus Christi eine Nominierung in der gleichen Kategorie. Im Film Dark Sea – Gefangen in der Tiefe von Jacek Bławut ist er in der Rolle von Jan Grudziński zu sehen, dem Kommandanten des U-Bootes Orzeł.
Ziętek ist Sänger und Gitarrist der Band The Fruitcakes.

## Filmografie (Auswahl)
- 2011: Black Thursday
- 2014: Operation Arsenal – Schlacht um Warschau (Kamienie na szaniec)
- 2015: Carte Blanche
- 2015: Body
- 2015: Dibbuk – Eine Hochzeit in Polen (Demon)
- 2015: Pakt (Fernsehserie, 6 Folgen)
- 2017: Konwój
- 2017: Gwiazdy
- 2017: Atak paniki
- 2017: Silent Night (Cicha noc)
- 2018: Another Day of Life
- 2019: Odwróceni. Ojcowie i córki (Fernsehserie, 7 Folgen)
- 2019: Corpus Christi
- 2019: World on Fire (Fernsehserie, 6 Folgen)
- 2020: Jak najdalej stad
- 2020: Zuzel
- 2021: Ungesühnte Schläge (Żeby nie było śladów)
- 2021: Operation Hyakinthos
- 2022: Dark Sea – Gefangen in der Tiefe (Orzeł. Ostatni patrol)

## Auszeichnungen
Polnischer Filmpreis
- 2018: Nominierung als Bester Nebendarsteller (Silent Night)[2]
- 2020: Nominierung als Bester Nebendarsteller (Corpus Christi)